# Since I Left You
Since I Left You é o primeiro álbum de estúdio do grupo australiano de música eletrônica The Avalanches, lançado em 27 de Novembro de 2000. Foi lançado na Modular Recordings e produzido por Robbie Chater e Darren Seltmann (sob o pseudônimo Bobbydazzler), ambos membros do The Avalanches. O álbum usa sampling extensivamente, contendo aproximadamente 3,500 samples de vários gêneros musicais. O álbum foi criado em dois estúdios praticamente iguais por Chater e Seltmann, trocando os mixes entre si sempre que possível.
Após a recepção positiva do álbum na Austrália, a duo considerou um lançamento internacional, o qual só veio a ocorrer em 2001 no Reino Unido e na América do Norte, em relação ao lançamento australiano, essas versões vieram levemente modificadas. O atraso e as mudanças ocorreram para que o grupo pudesse obter permissão para usar os samples ou então algo para repor as áreas que ficaram vazias. Cinco singles foram lançados para promover o álbum, "Electricity", "Frontier Psychiatrist", "Since I Left You", "Radio" e "A Different Feeling". O grupo também fez uma turnê na Austrália, Europa e no Estados Unidos.
Since I Left You teve uma recepção favorável, entrou no top 30 da ARIA Albums Chart, ficou em décima segundo lugar na Noruega, oitava posição na UK Albums Chart e, no Estados Unidos, atingiu a décima posição na Top Electronic Albums e entrou no top 40 da Top Heatseekers. No ARIA Music Awards de 2001, o álbum ganhou em três categorias: Breakthrough Artist – Album and Best Dance Release, Producer of the Year for Bobbydazzler. The Avalanches ganhou também em uma quarta categoria, Breakthrough Artist – Single for "Frontier Psychiatrist". Since I Left You se tornou um dos álbuns mais bem recebidos pela crítica em 2000. Em Outubro de 2010, foi listado como o número 10 no livro, 100 Best Australian Albums (100 Melhores Álbuns Australianos).

## Produção
Since I Left You é o primeiro álbum de estúdio de The Avalanches. Eles começaram a gravar em 1999, na época, o álbum era referido como Pablo's Cruise. A duo trabalhou primeiramente com a Promix 01 da Yamaha e a S2000 Akai. Os membros do grupo, Darren Seltmann e Robbie Chater, ficaram horas fazendo samples a partir de vinis para criarem as músicas do álbum: Chater estima que deva haver mais de 3500 samples. Após o sampling e a organização das faixas, os dois trocavam de fitas, escutavam as ideias um do outro e expandiam o que quer que eles teriam escutado. Por mais que eles trabalhassem separadamente, ambos Chater e Seltmann tinham estúdios praticamente idênticos.
Inicialmente, Seltmann e Chater não estavam planejando um lançamento internacional. Eles não estavam preocupados com direitos autorais então não anotaram o nome de nenhuma das faixas que haviam sido envolvidas no desenvolvimento do álbum. De acordo com Chater "Nós eramos muito desorganizados e estávamos simplesmente fazendo o sampling do que viesse na cabeça ... Nós não tínhamos a menor ideia de que o álbum teria um lançamento em grande escala, então nós não vimos razão de porque anotar as faixas que nós estávamos usando – nós pensávamos 'Ninguém vai escutar, mesmo'." As fontes eram de variados estilos musicais, entre os artistas, a lista incluía: Françoise Hardy, Blowfly, Sérgio Mendes, Raekwon, Wayne and Shuster e Madonna. Seltmann sentiu que "quanto mais desconhecido e menosprezado um sample de um álbum é, o mais atraente se torna, [...] mas ocasionalmente coisas como 'Holiday' aparecem". Ele também disse que muitos dos samples no álbum originaram de uma brincadeira. Em particular, a canção Holiday da Madonna "Nós montamos uma das faixas e encerramos ela com um sample de 'Holiday', rimos bastante. Mas acabou que nós gostamos do sample, então a encaixamos no álbum". Mais tarde, Seltmann e Chater tiveram problemas ao limpar alguns dos samples. Um sample que teve de ser removido foi o de Rodgers e Hammerstein na introdução que contém harpas e garotas cantando. Após as melhoras, "o álbum estava levemente diferente de sua forma original, a chegar o ponto em que o mesmo tinha uma nova introdução, o problema é que estava bastante reconhecível, então nós tínhamos que retirar esta introdução de qualquer forma". O grupo tocou suas faixas para os seus colegas de quarto para ouvirem opiniões de quais faixas poderiam entrar no álbum. "Electricity" foi a primeira música que nós realmente achamos que tinha dado certo; a faixa foi uma adição de último minuto, eles acharam que a música "ainda era boa". No começo dos anos 2000, Seltmann (como Dazzler) e Chater (como Bobby C) terminaram a produção do álbum, usando o pseudônimo Bobbydazzler. O mesmo recebeu o título oficial, Since I Left You em Março de 2000.

## Estilos e temas
Since I Left You foi originalmente desenvolvido para ser um álbum conceitual. Chater descreveu o tema inicial como uma história de amor "uma busca por amor de país para país. A ideia de um homem seguindo uma garota ao redor do mundo, mas sempre um pouco distante. E isso porque nós tínhamos todos aqueles discos de cada canto do mundo, e nós queríamos usar tudo." O conceito do álbum foi abandonado quando o grupo sentiu que eles não deveriam fazer o tema parecer tão óbvio. O som do álbum foi em resposta ao dance music na época, Chater queria que o álbum fosse "sobre baterias, uma grande produção: pense em um álbum como a faixa "Block Rockin' Beats" do Chemical Brothers, com aquelas baterias incríveis, e o quão grande aquelas faixas ficariam". The Avalanches sentiu que as suas músicas iniciais não se comparavam ao som que eles queriam e acabaram decidindo gravar um álbum com menos baixo influencial dos anos 60, como The Beach Boys e Phil Spector.

## Lançamento
Enquanto Since I Left You estava sendo gravado, The Avalanches tiveram problemas em escolher quais singles lançar, dizendo que eles não achavam que as faixas soariam boas fora do contexto do álbum.Em 13 de Setembro de 1999 eles lançaram "Electricity" como um vinil 12" de quatro faixas na Australia (pela Modular Recordings) e como um single de 7" de duas faixas no Reino Unido (pela Rex Records). Chater sentiu que a Modular era bastante paciente com o grupo em relação ao disco. Em 21 de Agosto de 2000, o single seguinte para o álbum foi "Frontier Psychiatrist" cujo foi lançado pela Modular na Austrália em ambas versões de quatro faixas e duas faixas. O álbum estava para ser lançado em 11 de Setembro; porém, foi atrasado por causa de alguns problemas. Em 27 de Novembro o álbum foi lançado na Austrália com planos de ter um lançamento mundial para o começo de 2001. O lançamento tardio fora da Austrália se deu em relação aos samples adicionais que precisavam ser revisados antes de ir para o mercado internacional. Para celebrar o lançamento do álbum em Melbourne, o grupo fez uma festa e viagem de barco pela Baía de Port Phillip. Em Fevereiro de 2001 eles lançaram o single "Since I Left You" na Austrália, seguido por "Radio" em Julho de 2001.
Em Abril Since I Left You foi lançado no Reino Unido pela XL Records, o álbum vendeu muito mais cópias do que a gravadora tinha originalmente calculado. Em 28 de Abril, o disco entrou na UK Albums Chart na oitava posição, o disco permaneceu na chart por 25 semanas. No fim de Março, o single "Since I Left You" foi lançado no Reino Unido e entrou nas charts na décima sexta posição em 7 de Abril de 2001. Em 6 de Novembro, Since I Left You foi lançado no Estados Unidos pela Sire Records. O álbum entrou na Top Electronic Albums na décima posição e na Top Heatseekers, na trigésima primeira posição.
Em Julho de 2011, um relançamento deluxe de Since I Left You foi anunciado que incluiria o álbum original mais um disco com b-sides, demos e remixes de canções do álbum original por artistas, incluindo El Guincho, MF Doom, Black Dice e os próprios The Avalanches.

### Turnê
Para promover Since I Left You, The Avalanches organizou sua primeira turnê em Outubro de 2000, planejando passar por todas as cidades da capital. Todas as datas da turnê se esgotaram. No show deles em Brisbane, Seltmann quebrou a perna em uma colisão no palco com o baixista e vocalista, Tony Di Blasi. Em Janeiro–Fevereiro de 2001, The Avalanches fizeram uma turnê com o festival Big Day Out na Austrália, visitando quatro cidades da capital. Durante uma turnê na Europa, Seltmann quebrou sua outra perna, após o ocorrido, o resto da turnê foram sets de DJ. A revista Britânica de dance music Muzik deu ao The Avalanches um prêmio de melhor ato ao vivo.

## Recepção
| Críticas profissionais        | Críticas profissionais |
| Avaliações da crítica         | Avaliações da crítica  |
| Fonte                         | Avaliação              |
| ----------------------------- | ---------------------- |
| AllMusic                      | [ 15 ]                 |
| Alternative Press             | 8/10                   |
| Entertainment Weekly          | B                      |
| The Guardian                  | [ 18 ]                 |
| NME                           | 9/10                   |
| Pitchfork Media               | 9.5/10                 |
| Q                             | [ 21 ]                 |
| Rolling Stone                 | [ 22 ]                 |
| The Rolling Stone Album Guide | [ 23 ]                 |
| Spin                          | 9/10                   |

Seltmann e Chater inicialmente não pensaram que Since I Left You receberia tanta atenção. Porém, o álbum altamente aclamado plea crítica. No agregador de críticas Metacritic, aonde a nota máxima é 100, o álbum recebeu 89, baseado em 21 críticas. Se tornou um dos álbuns mais bem recebidos no ano e 2001, como também é o álbum de dance music com a maior pontuação no site. O álbum entrou na ARIA Albums Chart e na VG-lista. Na ARIA Music Awards de 2001, The Avalanches ganhou quatro prêmios de nove nomeações, incluindo Breakthrough Artist – Album (Melhor Álbum), Best Dance Release (Melhor Disco de Dance) e Producer of the Year (for Chater and Seltmann aka Bobbydazzler) (Produtores do Ano) para Since I Left You. O quarto prêmio foi para o single "Frontier Psychiatrist" como Breakthrough Artist – Single.

### Elogios
Since I Left You foi colocado em algumas enquetes de fim de ano. Pitchfork Media colocou Since I Left You na terceira posição da sua enquete dos vinte melhores álbuns de 2001 e na décima posição em sua lista dos Top 200 álbuns dos anos 2000, declarando que o álbum é "uma obra de arte" Q listou o álbum como um dos 50 melhores álbuns de 2001. O álbum foi votado como o décimo primeiro melhor álbum do ano na enquete anual do The Village Voice em 2001.

## Lista de faixas
| N.º | Título                                    | Duração |  |
| 1.  | "Since I Left You"                        | 4:22    |  |
| 2.  | "Stay Another Season"                     | 2:18    |  |
| 3.  | "Radio"                                   | 4:22    |  |
| 4.  | "Two Hearts in 3/4 Time"                  | 3:23    |  |
| 5.  | "Avalanche Rock"                          | 0:22    |  |
| 6.  | "Flight Tonight"                          | 3:53    |  |
| 7.  | "Close to You"                            | 3:54    |  |
| 8.  | "Diners Only"                             | 1:35    |  |
| 9.  | "A Different Feeling"                     | 4:22    |  |
| 10. | "Electricity"                             | 3:29    |  |
| 11. | "Tonight May Have To Last Me All My Life" | 2:20    |  |
| 12. | "Pablo's Cruise"                          | 0:52    |  |
| 13. | "Frontier Psychiatrist"                   | 4:47    |  |
| 14. | "ETOH"                                    | 5:02    |  |
| 15. | "Summer Crane"                            | 4:39    |  |
| 16. | "Little Journey"                          | 1:35    |  |
| 17. | "Live at Dominoe's"                       | 5:39    |  |
| 18. | "Extra Kings"                             | 3:46    |  |